# Mercer megye (Missouri)
Mercer megye az Amerikai Egyesült Államokban, azon belül Missouri államban található. Megyeszékhelye és legnagyobb városa Princeton. Lakosainak száma 3538 fő (2020. április 1.). Mercer megye Wayne, Grundy, Putnam, Sullivan, Harrison és Decatur megyékkel határos.

## Népesség
A megye népességének változása:
| Lakosok száma | 3774 | 3783 | 3718 | 3695 | 3694 | 3538 |
|               | 2010 | 2011 | 2012 | 2013 | 2015 | 2020 |